# Шелудяков Андрій Михайлович
Андрій Михайлович Шелудяков (рос. Андрей Михайлович Шелудяков; нар. 8 серпня 1955, Рига, Латвійська РСР) — радянський футболіст, захисник, російський тренер.

## Життєпис
Більшу частину кар'єри гравця провів у команді другої ліги «Зірка» Іркутськ у 1977-1982, 1985-1990 роках. Зіграв 330 матчів, відзначився одним голом. 1991 року провів 33 гри у другій нижчій лізі за «Селенгу» (Улан-Уде). Тренер «Селенги» (1992-1993), головний тренер вище вказаної команди, яка носила назву «Кристал» Нерюнгрі (1994), тренер «Ангари» Ангарськ (1996), головний тренер аматорської команди «Енергіс» Іркутськ, тренер «Зірки» Іркутськ. У сезонах 2016/17 – 2017/18 років – тренер «Зеніту» Іркутськ, також у сезоні 2016/17 начальник команди «Зеніт» та головний тренер «Зеніту-М».